# Täcka udden
För andra betydelser, se Täcka udden (olika betydelser).

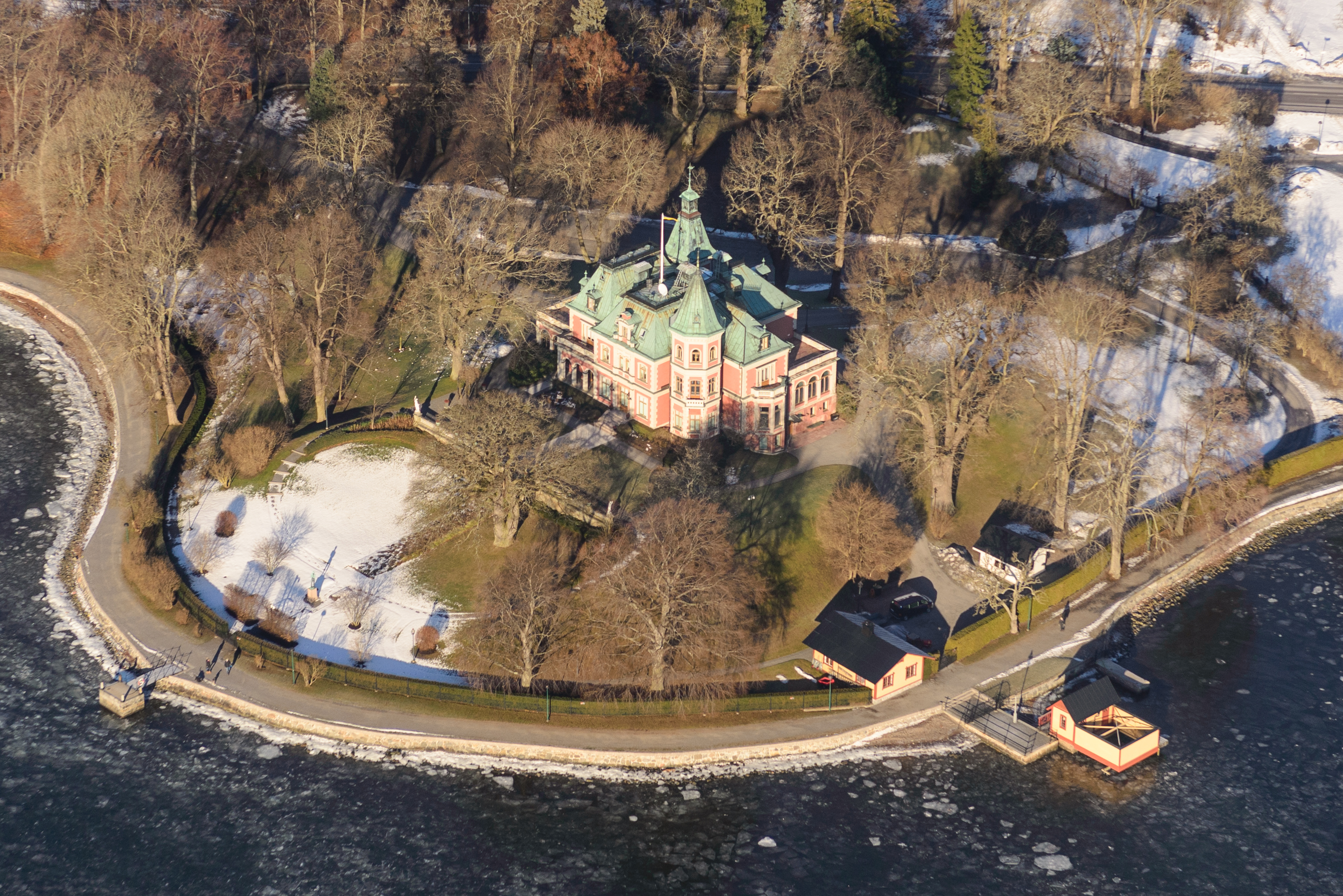
Täcka udden från luften, februari 2013.

Villa Täcka udden är en grosshandlarvilla på Djurgårdsvägen 250 på Södra Djurgården i Stockholm. Byggnaden uppfördes 1869–1870 efter ritningar av bröderna Axel Kumlien och Hjalmar Kumlien. Sedan 1958 har huset använts som representationsställe för SEB och Investor.

## Historik

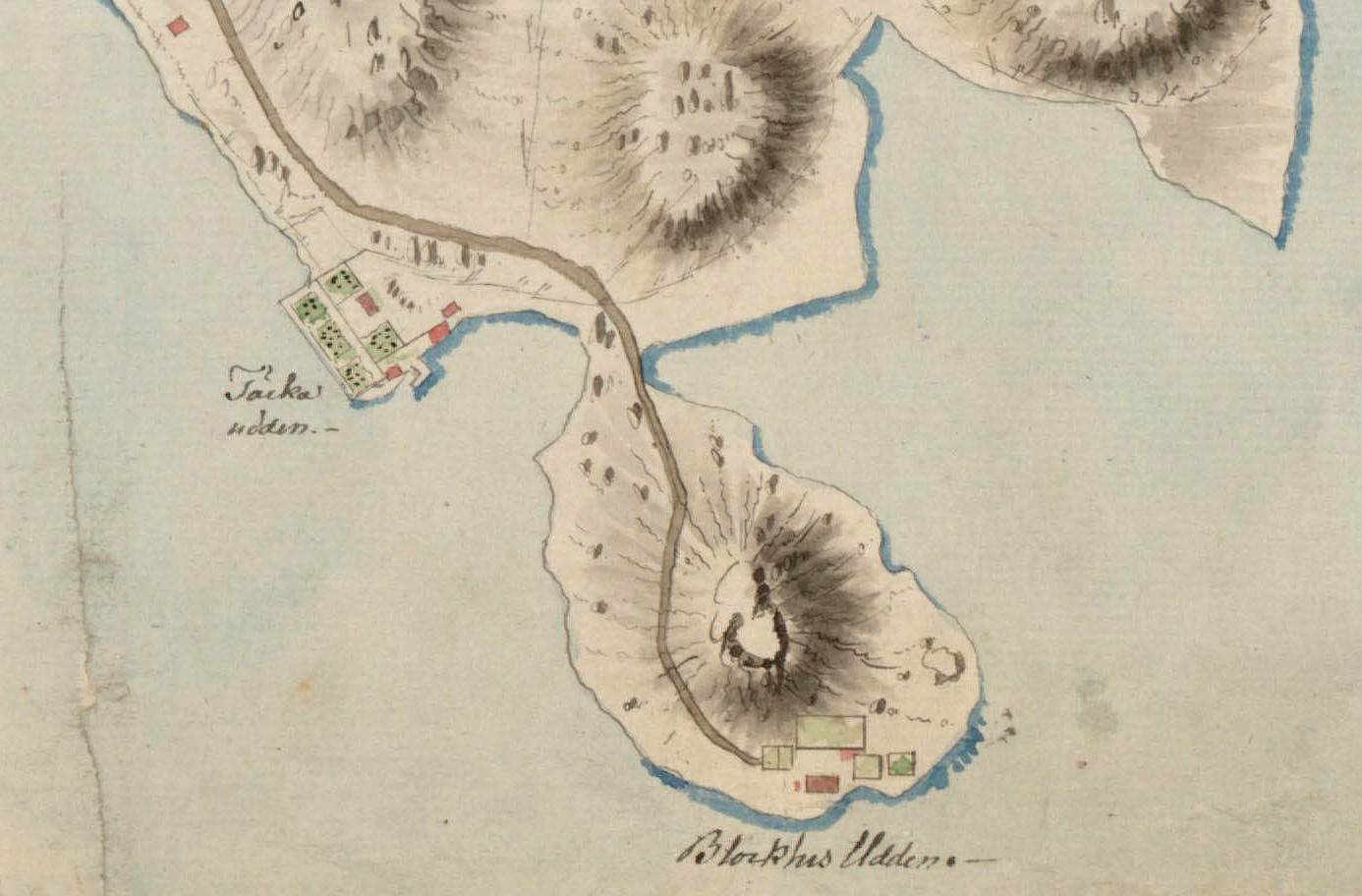
Karta från 1801.

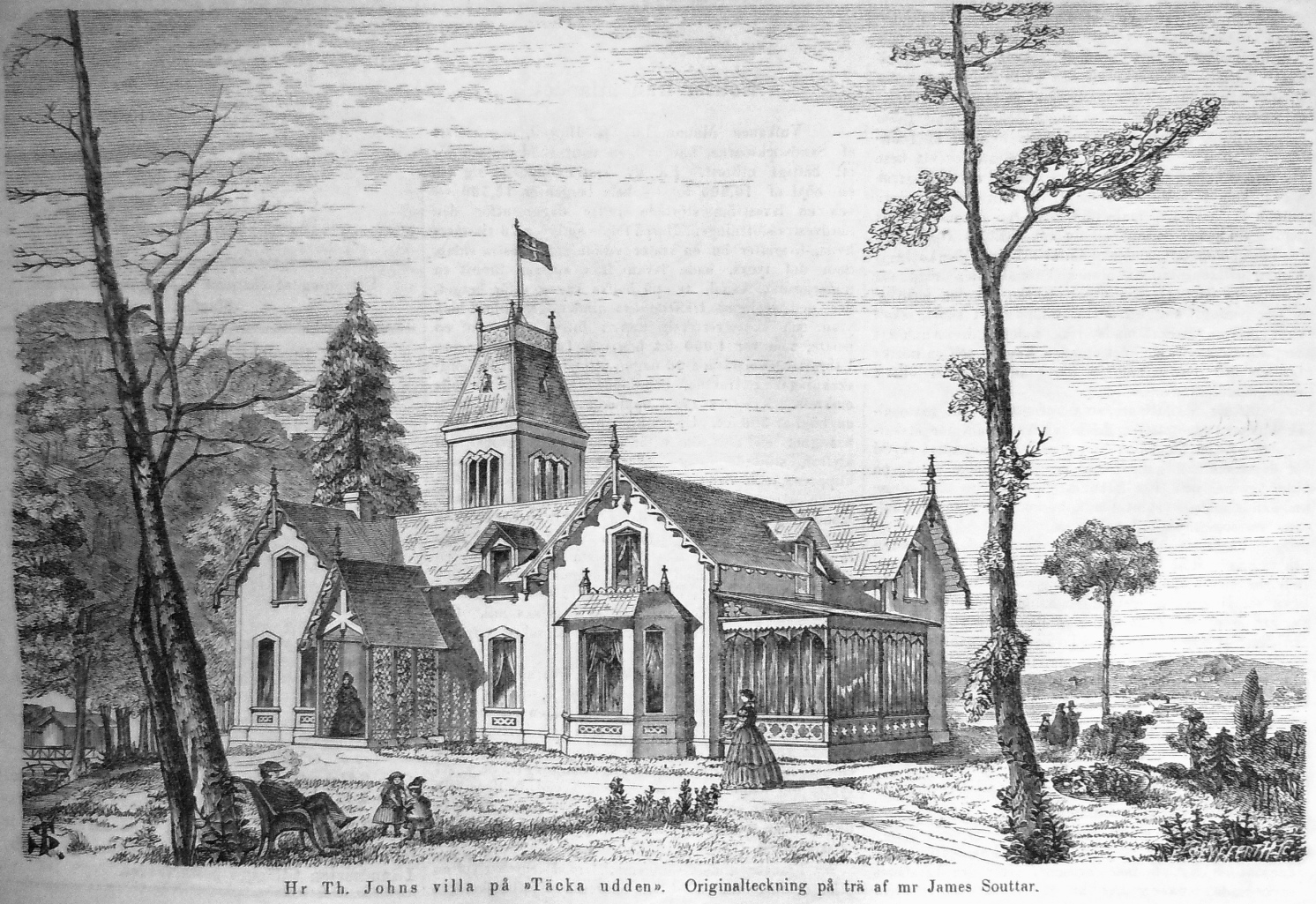
Th. Johns villa från 1866.

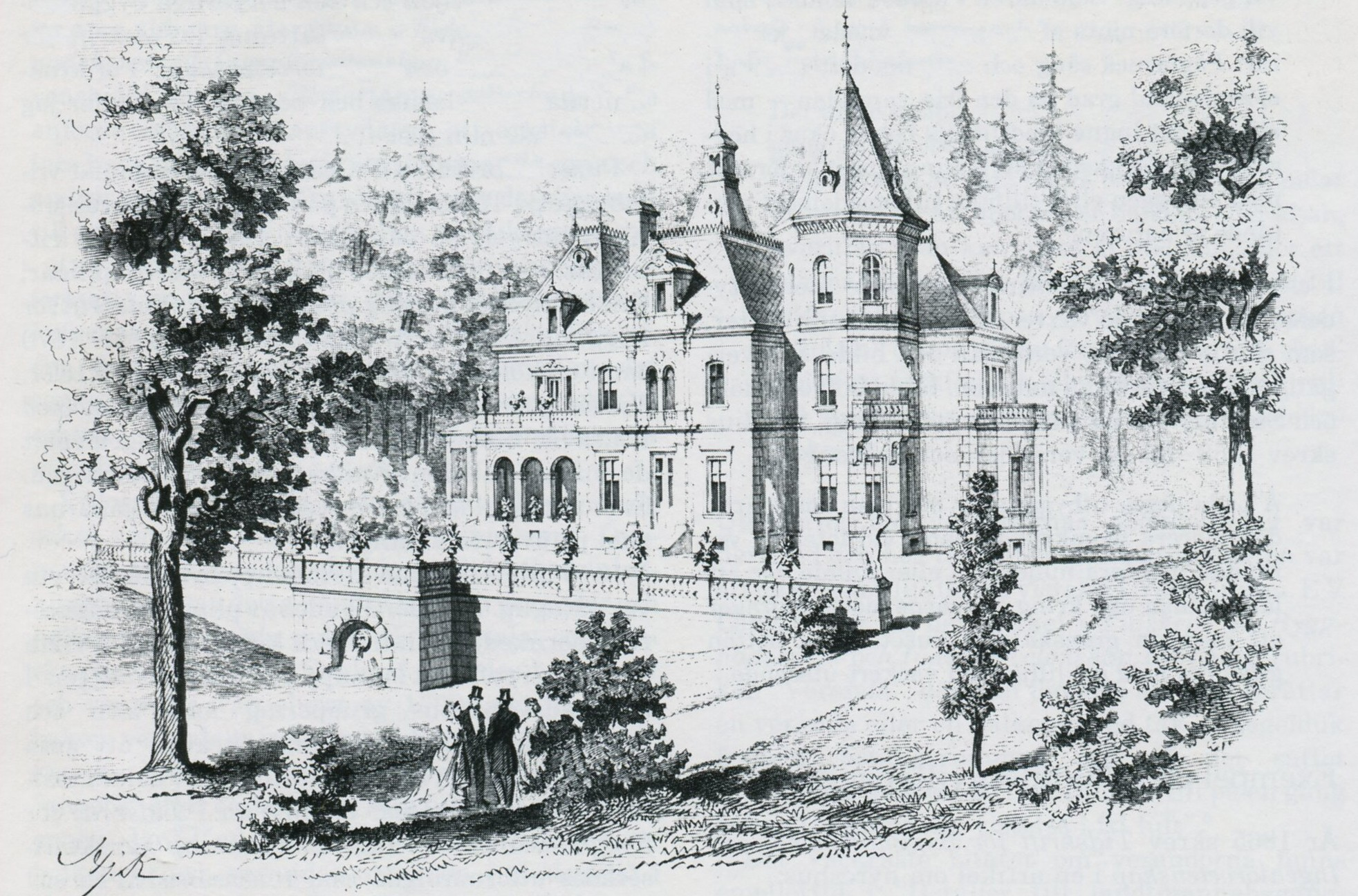
Illustration av Cederlunds villa i "Tidskrift för Byggnadskonst och Ingenjörsvetenskap", 1870.

På 1700-talet fanns ett praktfullt sommarnöje på platsen, 
då kallades stället Rytterholmen och Ryttarudden som var nästan helt kringfluten av vatten. Här arrangerade riksrådet Carl Gustaf Tessin år 1764 en "lysande" midsommarfest för hofvet och flere förnäma gäster, hvilket länge beskrefs och omtalades både när och fjärran. Namnet Täcka udden torde ha tillkommit i samband med denna midsommarfest, där täck är ett äldre adjektiv med betydelsen vacker, nätt eller behaglig.
Besittningsrätten för udden tillhörde under slutet av 1700-talet grosshandlaren Dassau och i början av 1800-talet ägdes stället av grosshandlarna Didrik Engström och Jakob Palm. På en karta från 1801 syns några byggnader och trädgårdar på udden.

## Johns villa
Av Palms arvingar förvärvade grosshandlaren Th. Johns egendomen, och han lät 1866 bygga en sommarvilla till sig själv och sin familj.  Det blev en lätt tvåvåningsbyggnad i schweizerstil och med torn som ritades av den brittiske arkitekten James Souttar, han var även arkitekt bakom Engelska kyrkan.

## Cederlunds villa
Åren 1869–1870 lät punschfabrikören och Belgiens generalkonsul i Stockholm Fredrik Cederlund bygga om Johns villa till nuvarande  palatsliknande utseende i nyrenässans. För ritningarna stod bröderna Axel Kumlien och Hjalmar Kumlien. Huvudentreprenör var byggmästaren Evald Thavenius. Exteriören gestaltades med putsade fasader i varmröd kulör och rusticerande hörnkedjor i grå kulör. Iögonfallande är de två hörntornen. De branta takfallen är täckta med kopparplåt. I villan lät Cederlund även inrätta ett av Sveriges första moderna badrum med badkar och vattentoalett. Villan har en mycket oregelbunden planlösning, med köksavdelningen i källarvåningen, sällskapsrummen på bottenvåningen och sovrummen på övervåningen. Tjänstefolket disponerade det översta våningsplanet.
Cederlunds Täcka udden gjorde intryck på samtiden och fick 1870 en utförlig presentation i Tidskrift för Byggnadskonst och Ingenjörsvetenskap. Även Ny Illustrerad Tidning hyllade Kumelien arkitektur och skrev 1871 bland annat:
| ” | Vi lyckönska arkitekten att bland de många villa-stilar, som nu finns att tillgå, ha valt den, som ofta ler emot den resande i holländska landskap, och, enligt vår åsikt, är ett alster af en finare och ädlare smak än den s.k. engelska, och vi lyckönska egaren, att i hr Kumliens bygnadsverk ega en god och sjelfständigt behandlad svensk omsättning af ett godt utländskt original. | „ |

Åren 1883 och 1884 stod Rosa Wall (fru till Rudolf Wall, grundaren av Dagens Nyheter) som ägare, fastighetens taxeringsvärde angavs till 130 000 kronor.

## Wallenbergs tid

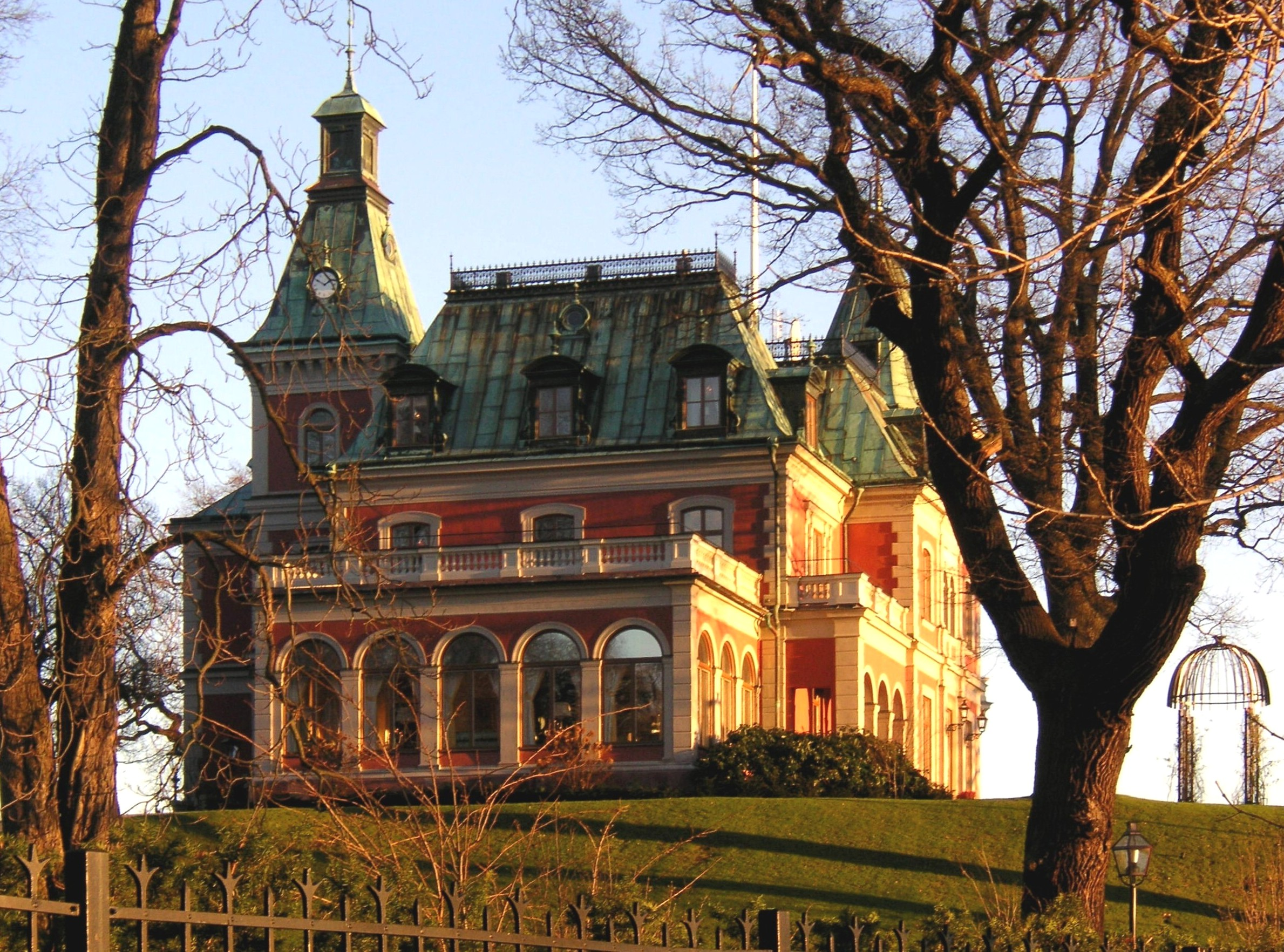
Huvudbyggnaden, december 2005.

År 1889 förvärvade Knut Agathon Wallenberg huset som sitt sommarresidens eftersom byggnaden då inte var vinterbonad. Man flyttade ut hit i början av juni till parken och närheten av Stockholms inlopp.
I den stora trädgården fanns drivbänkar och drivhus med vinstockar och nere vid vattnet fanns ett kallbadhus och brygga. Under Wallenbergs tid tillkom även den originella garagebyggnaden strax öster om huvudbyggnaden vid Djurgårdsvägen 266. Här finns numera Wallenbergarkivet. Knut och hans fru Alice bodde på Täcka udden fram till Knut Agathon Wallenbergs bortgång 1938.
Paret förblev barnlösa och i Knuts testamente stod att huset skulle användas till representation. Sedan 1958 har huset använts i just detta syfte av vd och ordförande i SEB och Investor. Trädgården är fortfarande en mönsteranläggning. Även kallbadhuset finns kvar om än avskuret från tomten genom en allmän strandpromenad. Badhuset är ett av stockholmstraktens få återstående av sitt slag.

## Nutida bilder

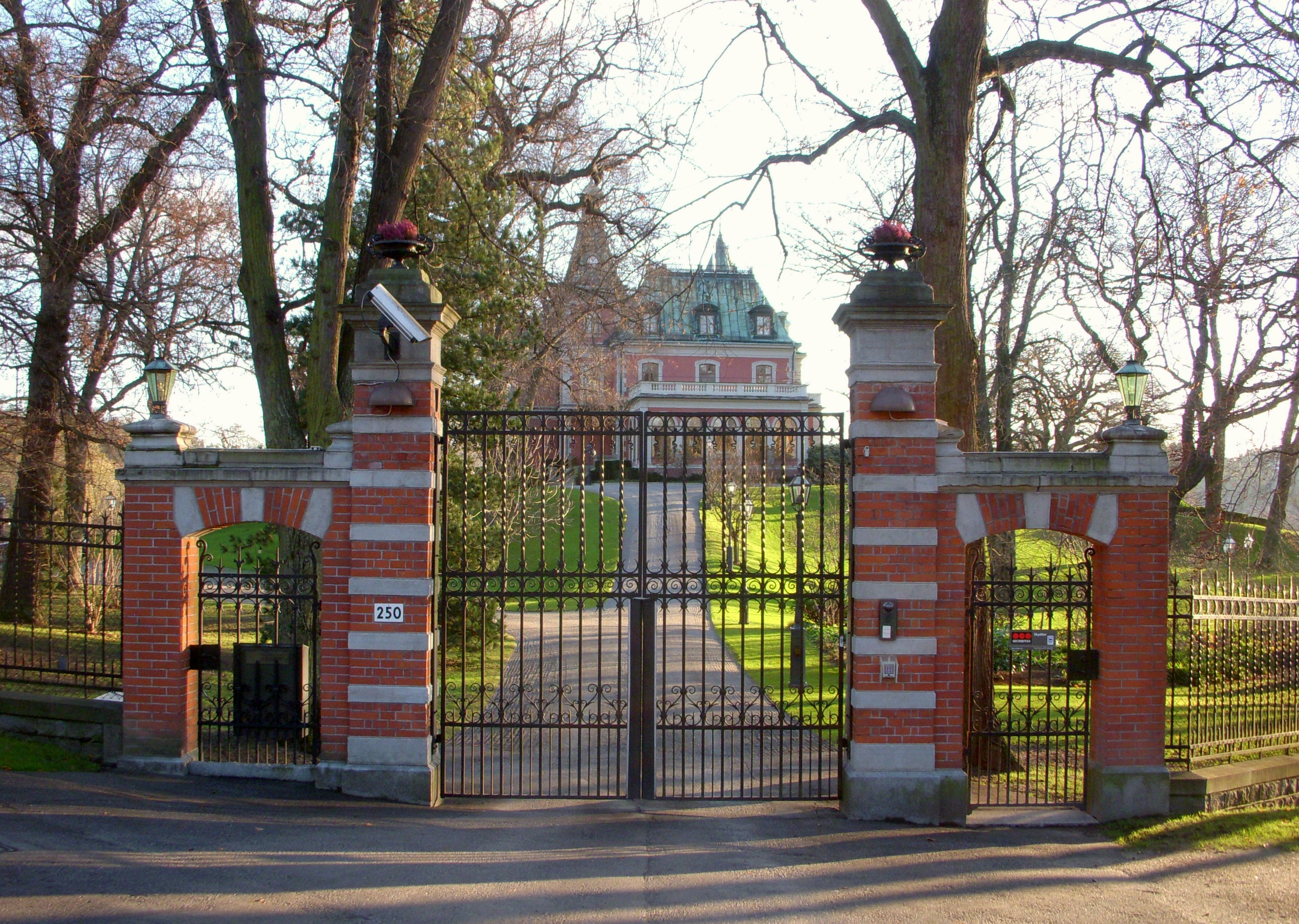
Entré mot Djurgårdsvägen.
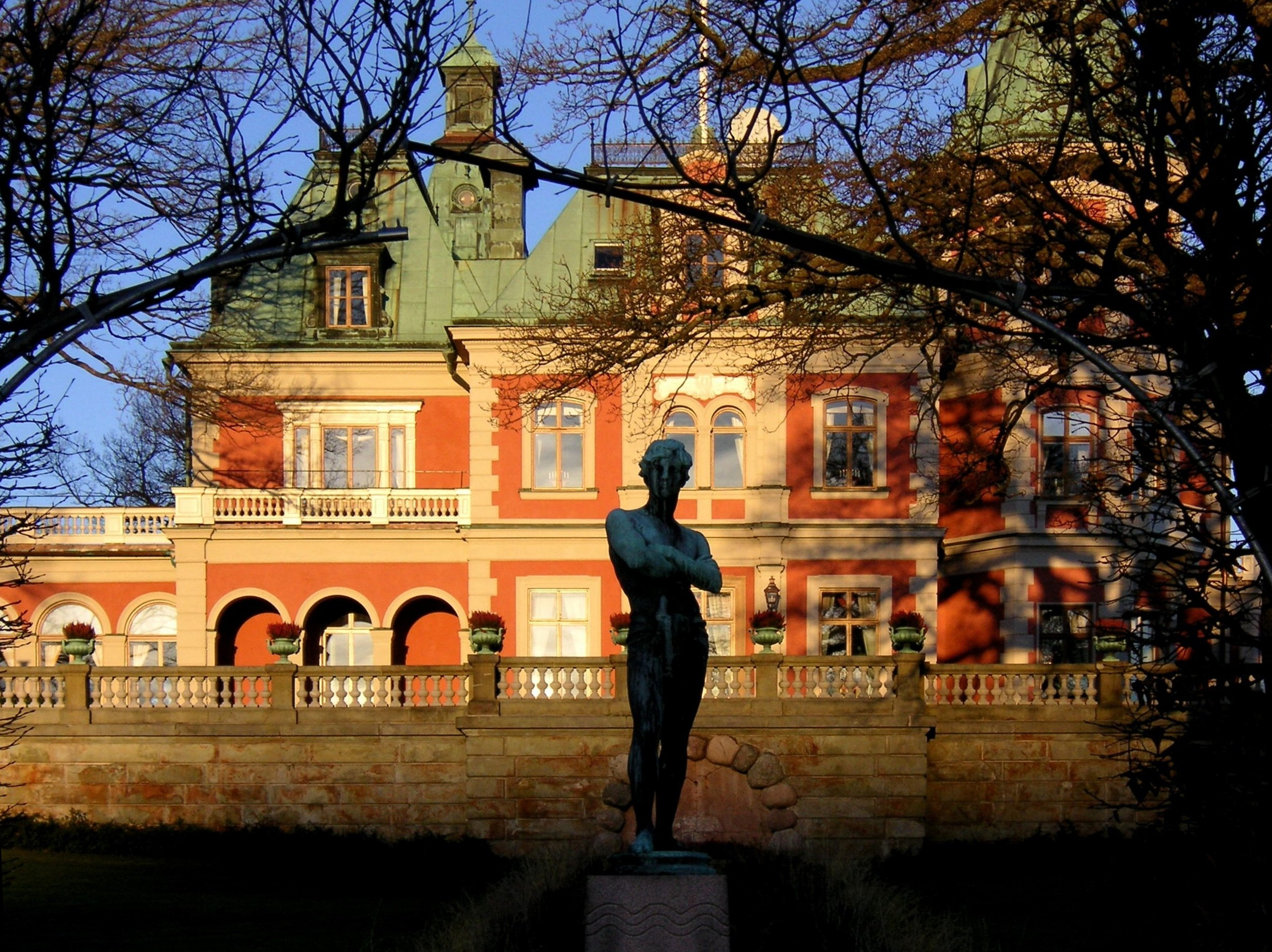
Fasad mot syd.
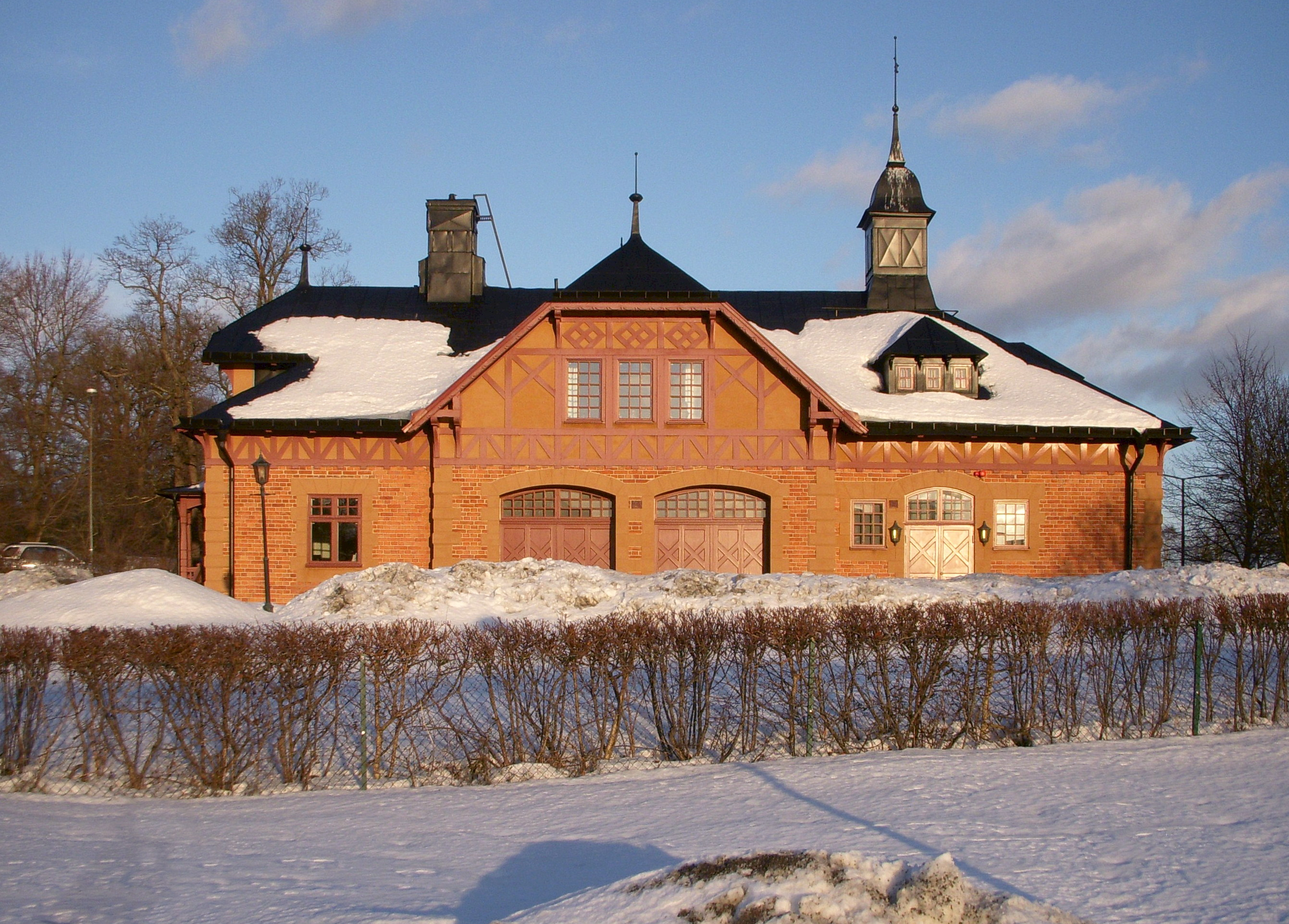
Garagebyggnaden.
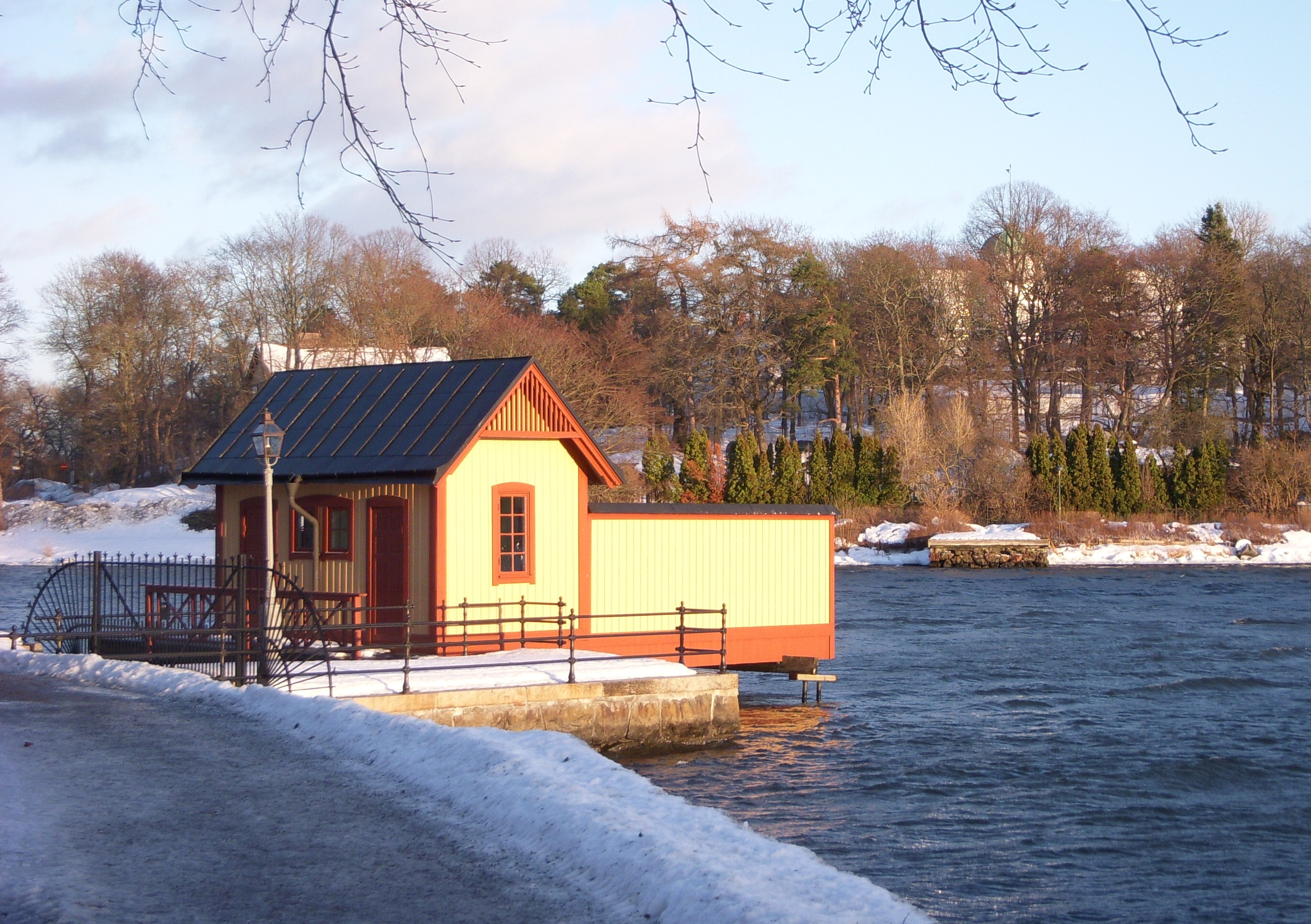
Kallbadhuset.

### Fotnoter
1. ↑  ”Nationalstadsparken, en historisk cykeltur.”. Arkiverad från originalet den 14 mars 2016. https://web.archive.org/web/20160314194329/http://www.nationalstadsparken.se/Sve/Filer/Broschyr%20cykelstr%C3%A5k.pdf. Läst 7 december 2011.
2. 1 2  Mårtensson (2007), s. 174
3. 1 2  Stockholmskällan, tidningsklipp Illustrerad Tidning, nr 27 den 7 juli 1866. Arkiverad 2 mars 2014 hämtat från the Wayback Machine.
4. 1 2  Hasselblad (1982), s. 69
5. ↑  Svenska akademins ordlista Arkiverad 24 augusti 2012 hämtat från the Wayback Machine.
6. ↑  Stockholmskällan Arkiverad 8 mars 2011 hämtat från the Wayback Machine.
7. ↑  Sveriges statskalender 1881
8. ↑  Gård&Torp om "första badrummet i modern bemärkelse". Arkiverad 2 september 2011 hämtat från the Wayback Machine.
9. 1 2  Pihl Atmer (1987), s. 313
10. ↑  Stockholmskällan: Egendomar inom Katarina församling, 1884.
11. 1 2  Hasselblad (1982), s. 75